# Leptodoras cataniai
Leptodoras cataniai är en fiskart som beskrevs av Sabaj Pérez 2005. Leptodoras cataniai ingår i släktet Leptodoras och familjen Doradidae. Inga underarter finns listade i Catalogue of Life.